# 林國春
林國春（1968年1月8日—），臺灣政治人物，中國國民黨籍，現任新北市板橋區市議員。其出身金門烈嶼，美國阿拉巴馬大學伯明翰分校犯罪司法學碩士，從政前曾擔任刑事警察。

## 早年
烈嶼國中畢業後考上金門高中後轉學於光啟高中，並錄取中央警察大學刑事系。
1992年中央警察大學畢業後分發至臺北縣警察局刑警大隊鑑識組擔任技佐；1994年考上公費留學，錄取美國阿拉巴馬大學伯明翰分校，取得犯罪學碩士學位。
警職期間與專家學者共同草擬「治安白皮書」研究刑事政策，與國際刑事鑑識專家李昌鈺博士等人，共同成立「中華民國刑事鑑識研討會」。

## 政治經歷
2005年，首次參選台北縣議員，獲得李昌鈺博士、綜藝天王張菲站台力挺。
2010年，競選議員連任，並以第一高票當選新北市議員。
2014年，綜藝天王豬哥亮、張菲站台力挺，順利連任。
2016年，獲得中國國民黨徵召參選新北市第六選舉區（板橋西區）的立法委員。
2018年，持續拿下第一高票順利連任新北市議員。
2019年，特別成立新住民服務中心。
2020年，再次獲得中國國民黨提名參選新北市第六選舉區（板橋西區）的立法委員，並再次敗給上屆對手、前板橋市市長張宏陸。
2022年，持續拿下第一高票順利連任新北市議員。
2024年立法委員選舉再次獲得中國國民黨提名參選板橋西區立法委員。

## 選舉紀錄
| 年度 | 選舉屆數               | 選舉區           | 所屬政黨   | 得票數 | 得票率 | 當選標記 | 備註 |
| ---- | ---------------------- | ---------------- | ---------- | ------ | ------ | -------- | ---- |
| 2005 | 第十六屆臺北縣議員選舉 | 臺北縣第一選舉區 | 無黨籍     | 14,618 | 5.51%  |          |      |
| 2010 | 第一屆新北市議員選舉   | 新北市第四選舉區 | 中國國民黨 | 33,419 | 10.91% |          |      |
| 2014 | 第二屆新北市議員選舉   | 新北市第四選舉區 | 中國國民黨 | 28,193 | 10.30% |          |      |
| 2016 | 第九屆立法委員選舉     | 新北市第六選舉區 | 中國國民黨 | 58,050 | 39.55% |          |      |
| 2018 | 第三屆新北市議員選舉   | 新北市第四選舉區 | 中國國民黨 | 35,830 | 12.65% |          |      |
| 2020 | 第十屆立法委員選舉     | 新北市第六選舉區 | 中國國民黨 | 69,178 | 42.61% |          |      |
| 2022 | 第四屆新北市議員選舉   | 新北市第五選舉區 | 中國國民黨 | 29,612 | 11.55% |          |      |
| 2024 | 第十一屆立法委員選舉   | 新北市第六選舉區 | 中國國民黨 | 74,652 | 46.38% |          |      |

## 事件與言論
鄭捷事件
2014年臺北捷運襲擊事件造成4人死亡、24人輕重傷，兇手鄭捷的父母書寫聲明並透過林國春宣讀向社會致歉，被網友圍剿痛批是「幫助殺人魔」，甚至將其照片製成遺照，許多人無法理解林國春幫助鄭捷家人的真正動機。
電視劇《我們與惡的距離》播出後，林國春接受專訪表示「當時猶豫了許久，到底幫還不幫」、「如果當初社會給鄭捷家人承受很大的壓力，逼他們走上絕路會有更好的結果嗎？」，並認為「加害者和加害者的家屬是不同的」，只能力勸鄭捷父母勇於面對社會大眾，因為犯罪是一種模仿，我們唯一能做的，是希望「不要再有第二個鄭捷出現」。
反毒遊行
2016年1月，林國春發起反毒大遊行，號召現代婦女基金會、新北市板橋婦女會、新北市藥師公會等數十個團體共2,000多人，並邀請偶像團體Gentleman擔任「為了下一代、反毒大遊行」的反毒大使，林國春說，長輩的勸告常會被年輕人當做說教，透過偶像團體發聲，也許是另一種與國、高中生對話的好方式。
反年改事件
2017年，「退休軍公教人員抗議年金改革」（反年改）遊行活動中，林國春帶領示威群眾前往圓山忠烈祠，要向前往春祭的總統蔡英文陳情，林國春痛批「如果要大家一起砍退休金，自己禮遇金（18%）是不是要先砍，自己養尊處優，花了這麼多國家的薪水，拿我們薪水來養，有沒有道理？該不該殺，該殺吧？這個在過去，早就砍頭了。」言論一出，隨即引起批判。總統府表示，政治人物擔當有社會責任，以這類仇恨言論煽動群眾，製造社會對立，這樣的言行極不恰當，社會大眾不會認同，也無助於問題的解決。林國春回應，喊出「該不該殺」，指的是總統相關「禮遇」，並非蔡英文，完全是針對年金改革的議題發言並非針對人。
板中男裙週
2019年5月，新北市立板橋高級中學學生會舉辦「板中男裙——裙聚效應」引發討論，校長賴春錦也錄製影片，希望透過該活動打破性別刻板。林國春質詢時，質疑持續性宣導學生穿裙子是否合適？認為校方應考慮家長心情，應先與家長溝通。
同婚議題
2017年11月，新北市議會針對「新北市性別平等教育管理自治條例」做研議，林國春反對不當教材侵入國小校園並公開反對修改民法，並要求學校要教導家庭倫理，推動美德教育。對此，朱立倫回應，國民黨尊重同運團體的活動理念，但對於台灣社會價值仍有所堅持，在性平教育上應回歸教育尊重性別平等、不可以罷凌或歧視不同性傾向的學生；在同婚議題上，反對修改民法，但支持立專法保障如財產繼承等權益議題上。
2016年12月21日於新北市議會第2屆第4次定期會中，與王建章議員、劉哲彰議員提案要求「請新北市政府針對行政院要推動同志到臺灣旅遊擬訂轄內各旅館因應對策，防止AIDS蔓延。」

## 個人生活
林國春和妻子葉毓君結婚二十多年，葉毓君政治記者出身，擔任過TVBS新聞部副總監與發言人職務，2017年兩人協議離婚。

## 外部連結
- 林國春的Facebook專頁
- 新北市議會議員 林國春 （页面存档备份，存于）
- .   [2017-04-01]. （原始内容存档于2017-04-02）.